# Ján Novota
Ján Novota (nascut el 29 de novembre de 1983) és un futbolista professional eslovac que juga com a porter pel club de la Lliga austríaca de futbol Rapid Wien.
Novota va realitzar el seu primer debut internacional contra Montenegro el 23 de maig de 2014 (victòria 2-0).